# ペトロポリス条約

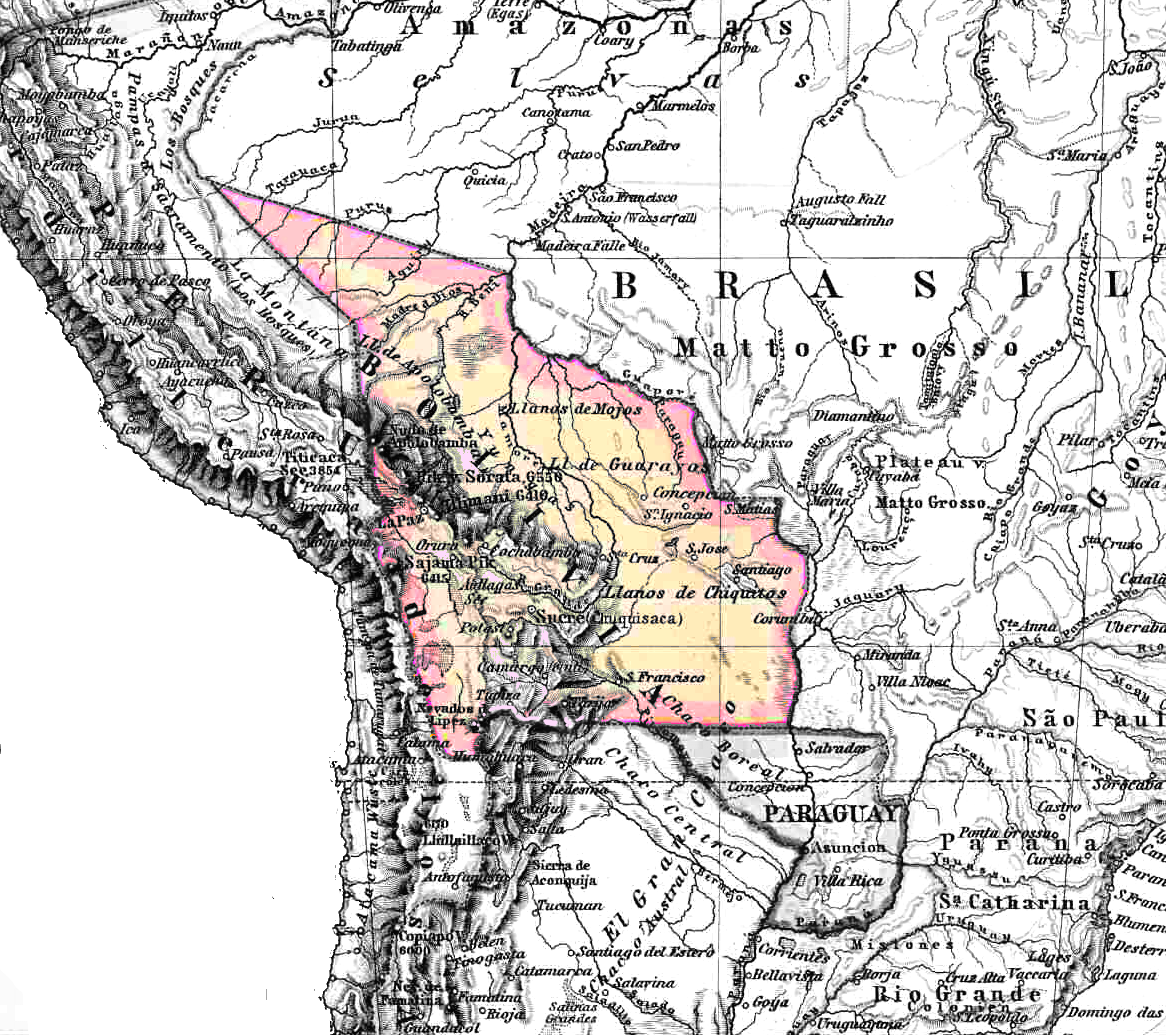
アクレ紛争以前の1899年のボリビアの領域

ペトロポリス条約（伯: Tratado de Petrópolis）は、ブラジルとボリビアとの間で結ばれた条約である。アクレ紛争の原因となったアマゾン地域の権利関係について両国の合意がなされ、1903年11月17日にブラジルリオデジャネイロ近くのペトロポリスで署名された。
この条約で、ボリビアはアブナ川の北側、約191,000平方キロメートル（現在のブラジルアクレ州）を、ブラジルに割譲した。一方、ブラジルは、ボリビアに200万英ボンドの支払いと、1867年に締結されたアヤクチョ条約ではブラジル領であったマモレ川とアブナ川で囲まれていた領約3,200平方キロメートルを譲渡、マデイラ川の港、ポルト・ヴェーリョから、両国の国境が通るマモレ川沿いのブラジル側の町、グアジャラ・ミリンまでの鉄道建設（マデイラ・マモレ鉄道）を約束した。

## 背景

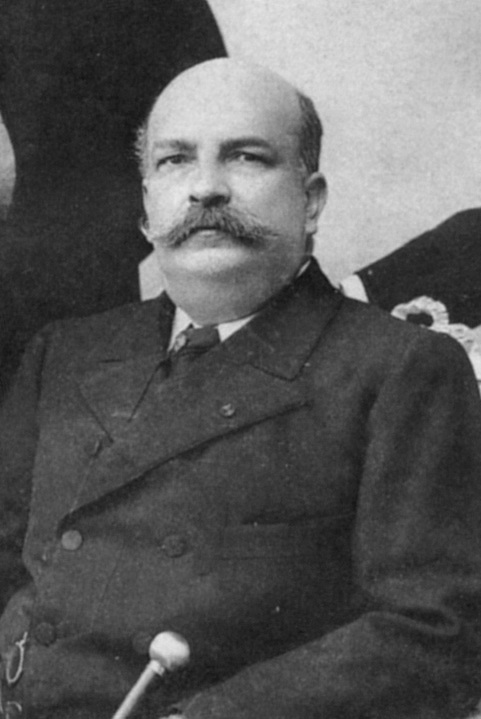
条約締結交渉をブラジル有利に進めたリオ・ブランコ男爵

### アクレ紛争
詳細は「アクレ紛争」を参照
アクレ紛争は、1899年から1903年にかけて、当時ボリビアの領土であったアクレ地方で起きた。これは、世界的なゴム需要の高まりにより、パラゴムノキが自生していたアクレ地方には、一攫千金を狙って多くの入植者が集まった。特にブラジル人は、1898年まで、少なくとも80,000人がアクレ地方に入植した。この状況に、ボリビアは、税を課すなどの方針をとったため、ブラジル人の入植者が独立を主張して反乱を起こした。
これに対して、ブラジルは、外務大臣であったリオ・ブランコ男爵の称号を持つホセ・マリア・ダ・シルバ・パラノス・ジュニオール（以後、「リオ・ブランコ男爵」と呼称）が、干渉を行った。1902年12月26日、ボリビア政府に対して「アクレ地方のブラジルへの併合と、代償として十分な対価を支払うこと」を提案した。
リオ・ブランコ男爵は、1903年2月6日、ボリビア政府に対して、アクレへの遠征を中止と、受け入れられない場合には交戦も辞さないとする最後通牒を行った。これは外交上の駆け引きではなく、実際に、ブラジルはボリビアとの国境線に数千の兵を移動させていた。1903年3月21日、ボリビアのマヌエル・パンド大統領は、正式にブラジルの提案を受け入れた。

## 条約内容
以下に、ペトロポリス条約で合意した項目の概要を示す。
- ブラジルとボリビアの国境線を定める。アブナ川、西経69度まではアクレ川（英語版、スペイン語版）の水路に従って国境線とする。これらの範囲外の国境線は、地形の急峻な部分または水路に沿って、両国の委員からなる国境線確定のための委員会で決定する。
- 領土の移転について、領域に属する全ての権利と、民法の原則に従って国民と外国人が獲得した財産権の維持と尊重の義務に由来する責務も移転する。領土の移転による行政の執行から生じる訴訟は、ブラジル政府代表一名、ボリビア政府代表一名、ブラジル政府が認定した外国公使一名による仲裁裁判所で審議し判断される。
- ブラジル政府は賠償としてボリビア政府に200万英ポンドを支払う。ボリビアは賠償金を二国間の貿易や交流を発展させるための鉄道建設などの資金にする。賠償金は条約批准後、3ヶ月以内に100万ポンド、1905年3月31日までに残りの100万ポンドを支払う。
- 批准書の交換後、1年以内に両政府は国境線確定のための混成委員会の委員をそれぞれ任命する。そして任命後、半年以内に本条約に従った国境線を確定する作業に着手する。委員会で解決できない問題は、イギリス王立地理学会に仲裁案を仰ぐ。
- 両国は、両国の陸上輸送と河川航行について、それぞれの領域での財政および警察力の規制の下に、最大限の自由を原則とした通商航海条約を、8ヶ月以内に締結しなければならない。またこの規制は、航行や貿易に可能な限り有益でなければならず、両国で可能な限り同一でなければならない。しかし、両国の法律の対象とならない貿易や河川航行は、これに含まれないことを確認する。
- 輸出入の通関業務のため、ボリビアは、ブラジルのベレン、マナウス、コルンバとマデイラ川やマモレ川に設置した税関所に税関職員を置くことができる。同様にブラジルは、ボリビアのビジャ・ベリャにある税関事務所またはボリビアが国境に設置した他の税関所に税関職員を置くことができる。
- ブラジル政府は、ブラジル領内にマデイラ川のサン・アントニオ港（現在のポルト・ヴェーリョ）からマモレ川のグアジャラ・ミリンまでの本線と、ヴィラ・ムルチーニョ（伯: Vila-Murtinho）または他の地点とビジャ・ベリャまでの支線を持つ鉄道を建設する。4年以内の完成を努力する。鉄道の使用に関して、関税率と税免除について両国は同等の権利を持つ。
- ブラジルは、ペルーとの国境線についての紛争、ジャバリ川から南緯11度付近について、和解に到達するように努め、ペルー政府と直接議論する。また状況によらずボリビア政府も責任を負う。